# 黑嘴松鸡
黑嘴松鸡（学名：Tetrao urogalloides）为松鸡科松鸡属的鸟类，俗名帮鸡、林鸡。

## 特征
黑嘴松鸡体重约2752.29克，翼长约341.2毫米，嘴峰长约46.5毫米，喙宽度约15.7毫米，喙厚度约17.4毫米，跗蹠长约60毫米，尾长约261.2毫米。雄鸟体长约0.6米，体羽为黑色，翼羽、覆羽先端和下体杂有白斑。尾呈楔形，尾羽纯黑褐色。雌鸡喉部为乳白色，具黑色细斑。上体呈锈红色，具褐色横斑，羽毛先端为灰色，食性为草食性，主要食物来源是陆生植物。

## 亚种
- ：分布于东西伯利亚至北满洲、乌苏里江和库页岛。
- ：分布于堪察加半岛。
- ：分布于贝加尔湖地区、萨彦山和北蒙古。[3]

## 分布
分布于俄罗斯、勘察加以及中国大陆的东北等地，多栖息于针叶林、落叶松林、红松林、冷杉林、桦树林以及混交林。黑嘴松鸡在其分布区内为留鸟。该物种的模式产地在斯塔诺夫山。